# Þorbjörn skakkaskáld
Þorbjörn skakkaskáld («escaldo de skakki») fue un escaldo de Islandia en el siglo XII. Skáldatal menciona que fue poeta de la corte del jarl de Lade Erling Skakke y los reyes Magnus V y Sverre I de Noruega.
Es autor de Erlingsdrápa («drápa de Erling») hacia 1170, pero solo se han conservado tres estrofas del poema en las sagas reales: Heimskringla y Hulda-Hrokkinskinna.  